# JDS-läran
JDS-läran (initialism av engelskans Jesus Died Spiritually) är inom protestantisk kristen teologi uppfattningen att Jesus Kristus även dog andligen på korset, och inte enbart kroppsligen.
Den apostoliska trosbekännelsen uttalar att Jesus är "nederstigen till dödsriket", men denna fras har tolkats på olika sätt. JDS-läran formulerades ursprungligen av den amerikanske förkunnaren E.W. Kenyon (1867-1948) och fördes fram inom den amerikanska Trosrörelsen. Till Sverige kom den när Livets Ords Förlag gav ut en svensk översättning av trosrörelsepredikanten Kenneth Hagins bok Namnet Jesus, och läran var mycket omdiskuterad i den teologiska debatten på  1980-talet, då snart sagt alla utanför Trosrörelsen tog avstånd från den. Debatten kan ses som en parallell till den stora försoningsstriden kring Paul Peter Waldenström ett århundrade tidigare[källa behövs]. På senare tid har även Ulf Ekman tagit avstånd från JDS-läran.
Läran går ut på att Jesus vid sin korsfästelse tog på sig inte bara ett straff för mänsklighetens synder, utan mänsklighetens synder som sådana, alltså att han dog syndig alltigenom. Det var inte bara hans kropp som dog, utan också hans ande. Därför upphörde han att vara en del av Treenigheten och kom till helvetet, där han plågades av Satan i tre nätter, tills hans ande föddes på nytt och han kunde besegra Satan och uppstå från de döda. Därmed blev inte försoningen slutförd på korset, utan först i helvetet, och under tiden däremellan var inte Jesus god utan ond, inte Gud utan tvärtom hade del i Satans natur.
Uppfattningen hänger samman med en grekisk syn på människan som en ande som har en själ och bor i en kropp, detta i kontrast till en judisk syn som har en mer holistisk och enhetlig syn där människans olika delar är ett. (Det är därför uppståndelsen på den yttersta dagen av tradition tänks som fysisk.) En annan tanke som ofta återfinns i tankesystemet kring JDS-läran är att Jesus i sin kroppsliga död också tagit på sig alla mänsklighetens sjukdomar (grundas på bibelordet Jesaja 53:4a Men det var våra sjukdomar han bar, våra smärtor tog han på sig) Därför finns också föreställningen hos vissa kristna att sjukdom är ett tecken på bristande tro.
Dessa tankar har störst utbredning inom svensk och amerikansk trosrörelse. En majoritet av alla andra kristna grupperingar tar avstånd både från idén att sjukdom är ett tecken på bristande tro, liksom från JDS-läran i dess helhet.